# Depraved to Black
Depraved to Black è l'unico EP del gruppo musicale tedesco Avenger, prima che diventassero i Rage, pubblicato nel 1985 dalla Wishbone Records.

## Tracce
1. Down to the Bone – 5:01
2. Depraved to Black – 4:37
3. Prayers of Steel (Live) – 4:56
4. Faster Than Hell (Live) – 2:47

## Formazione
- Peter Wagner - voce, basso
- Jochen Schroeder - chitarra
- Thomas Gruning - chitarra, voce
- Jörg Michael - batteria